# Vicențiu-Mircea Irimie
Vicențiu-Mircea Irimie (n. 21 iunie 1967

) este un fost deputat român, ales în legislatura 2012-2016 din partea Partidului Democrat Liberal.
În timpului mandatului a trecut la grupul parlamentar Liberal Conservator (PC-PLR) iar în anul 2017 a trecut la partidul ProRomânia pentru a îl susține pe Victor Ponta. Acesta activează la departamentul administrativ-teritorial Cluj-Napoca.